# Alhabib Hassane Abdou
Alhabib Hassane Abdou (Niamey, 24 de agosto de 2003) es un futbolista nigerino que juega en la demarcación de defensa para el Al-Ittihad Alexandria Club de la Liga Premier de Egipto.

## Selección nacional
Tras jugar en las categorías inferiores de la selección, finalmente el 8 de enero de 2024 hizo su debut con la selección de fútbol de Níger en un encuentro amistoso contra Senegal que finalizó con un resultado de 1-0 a favor del combinado senegalés tras un gol de Formose Mendy.

## Clubes
| Club                       | País   | Año       | Partidos | Goles |
| -------------------------- | ------ | --------- | -------- | ----- |
| AS Police                  | Níger  | 2020-2022 |          |       |
| AS Douanes Niamey          | Níger  | 2022-2023 |          |       |
| Al-Ittihad Alexandria Club | Egipto | 2023-     | 9        | 0     |